# Pegomya lateropunctata
Pegomya lateropunctata är en tvåvingeart som beskrevs av Verner Michelsen 1985. Pegomya lateropunctata ingår i släktet Pegomya och familjen blomsterflugor.
Artens utbredningsområde är Madeira. Inga underarter finns listade i Catalogue of Life.